# Anthophylax viridis
Anthophylax viridis là một loài bọ cánh cứng thuộc phân họ Lepturinae, trong họ Cerambycidae. Loài này phân bố ở Canada, và Hoa Kỳ.